# Armoriale delle famiglie italiane (Ce)
Questo è l'armoriale delle famiglie italiane il cui cognome inizia con le lettere Ce.

## Armi

### Cea
| Stemma | Casato e blasonatura |
| ------ | --- |
|        | Ceaglio o Siaja (Dronero) Troncato d'azzurro e d'argento, a cinque frecce d'oro, impugnate e rovesciate (citato in (15) e in (22)) alias uno scudo spaccato, nel 1º d'azzurro, con cinque feretre d'oro con loro strali; nel 2º d'argento (citato in (22)) Motto: Concordia et virtute |

### Ceb
| Stemma | Casato e blasonatura                                            |
| ------ | --------------------------------------------------------------- |
|        | Ceba (Genova) squamato di argento e di azzurro (citato in LEOM) |

### Cec
| Stemma | Casato e blasonatura |
| ------ | --- |
|        | Ceca o Cecha o Cecca (Vaglierano, Torino) Titoli: Conte di Vaglierano, Signore di Mombello troncato di argento e d'azzurro, al leone dall'uno all'altro, tenente un ramoscello di pero, al naturale, fruttato; il leone accompagnato in punta, da tre stelle d'oro, male ordinate, con una fascia di rosso, in divisa ed attraversante (citato in (4) – Vol. II pag. 407 e in (15)) |
|        | Ceccano (Cesena) (la blasonatura non è stata ancora caricata) (citato in BLCW) Immagine in Blasone Cesenate. |
|        | Ceccarelli (Pistoia) D'azzurro, alla banda d'argento (citato in (13)) |
|        | Ceccarelli (Prato) Troncato: nel 1º d'azzurro, al leone leopardito d'oro tenente con la branca anteriore destra un pugnale d'argento; nel 2º palato di sei pezzi di rosso e d'oro (citato in (13)) |
|        | Ceccarelli (Cagli) (la blasonatura non è stata ancora caricata) (citato in DAlena) |
|        | Ceccarelli (Cesena) (la blasonatura non è stata ancora caricata) (citato in BLCW) Immagine in Blasone Cesenate. |
|        | Ceccarini (Firenze) Di rosso, alla fascia d'oro sostenente un uccello posato di..., sormontato da una stella a sei punte di..., e accompagnata in punta da una chiave d'argento posta in palo con l'anello in basso (citato in (13)) |
|        | Ceccaroni (Cesena, Recanati) troncato: nel 1º d'azzurro alla croce d'argento accantonata da quattro stelle di sei raggi d'oro; nel 2º di rosso al monte di tre vette all'italiana di verde, cucito, uscente dalla punta dello scudo e sostenente una ruota d'oro (citato in (4) – Vol. II pag. 407 e pag. 408) |
|        | Ceccaroni (Cesena) (la blasonatura non è stata ancora caricata) (citato in BLCW) Immagine in Blasone Cesenate. |
|        | Ceccaroni Cambi Voglia (Recanati) partito: nel 1º troncato:a) di azzurro alla croce patente di argento accantonata di 4 stelle di sei raggi d'oro; b) di rosso al monte di tre cime all'italiana, di verde cucito e uscente dalla punta, sormontato da una ruota di sei raggi d'oro (Ceccaroni); nel 2º troncato: a) fasciato di rosso e di argento caricato di tre ortensie al naturale poste in fascia; b) di azzurro al leone rampante d'oro tenente nella zampa anteriore destra una rosa rossa gambuta e fogliata di verde; sbarra rossa attraversante sul tutto (Cambi-Voglia) (citato in (4) – Vol. II pag. 408) |
|        | Ceccatelli (Firenze) D'azzurro, al sinistrocherio di carnagione armato al naturale, sostenente sulla mano un uccello rivolto al naturale, tenente nel becco una spiga d'oro; il tutto abbassato sotto il capo d'oro pieno, sostenuto da una divisa di rosso caricata di tre gigli d'oro (citato in (13)) |
|        | Ceccatelli (Firenze) D'argento, all'albero di quercia sradicato al naturale (citato in (13)) |
|        | Ceccatelli o Ceccatelli del Leon Nero (Toscana) (DE) In Gold 1 aus dem rechten Schildrand hervorkommender geharnischter Linkarm, besetzt mit 1 schwarz-silbernen Schwalbe mit 1 grünen Getreidehalm im Schnabel, das Ganze überhöht von 1 erhöhten roten Balken, dieser belegt mit 3 goldenen Lilien (citato in (28)) |
|        | Ceccherelli (Firenze) D'azzurro, al leone d'argento tenente una spada alta dello stesso; con il capo cucito d'Angiò (citato in (13)) |
|        | Ceccherelli (Firenze) D'azzurro, al leone d'oro sormontato da tre stelle a otto punte dello stesso ordinate in capo (citato in (13)) (DE) In Blau 1 goldener Löwe, oben begleitet von 3 achtstrahligen goldenen Sternen balkenweise (citato in (28)) |
|        | Ceccherini (Firenze) D'argento, alla campana al naturale, accostata da due rose di rosso e accompagnata in punta da una fiamma dello stesso (citato in (13)) |
|        | Ceccherini (Firenze) Di..., alla banda di..., accompagnata nel cantone sinistro del capo da un crescente montante di..., e nel cantone destro della punta da un monte di sei cime di... (citato in (13)) |
|        | Ceccherini del Lion d'Oro (Firenze) D'oro, alla banda d'azzurro sostenente un leone leopardito al naturale lampassato di rosso e caricato di un giglio dello stesso, e tenente con la branca destra un ramoscello di verde (citato in (13)) |
|        | Cecchi (Cecina, Bologna) troncato di azzurro e di argento; nel 1º a tre stelle d'oro di 8 raggi male ordinate; nel 2º alla campana di nero posta in palo. Fascia di rosso sulla partizione (citato in (4) – Vol. II pag. 409) |
|        | Cecchi (Pescia) d'azzurro al monte di sei cime d'oro, poste 3, 2, 1, sostenente 3 rami di rose al naturale, al capo cucito d'Angiò (citato in (4) – Vol. II pag. 409) alias D'azzurro, a tre rami di rosaio di verde, fioriti ciascuno di un pezzo d'argento, nodriti su un monte di sei cime d'oro; con il capo cucito d'Angiò (citato in (13)) (DE) In Blau 1 schwebender goldener Sechsberg, oben fächerförmig besteckt mit 3 natürlichen silbernen Blumen und oben begleitet von 1 vierlätzigen roten Turnierkragen mit je 1 goldenen Lilie zwischen den Lätzen (citato in (28)) alias D'azzurro, a tre rami di rosaio di verde, fioriti ciascuno di un pezzo d'argento, nodriti su un monte di sei cime d'oro; con il capo cucito d'Angiò abbassato sotto la croce di Santo Stefano (citato in (13)) |
|        | Cecchi (Pescia) cane testa rivolta di argento poggiato su monte a 6 cime di oro su azzurro - capo d'Angiò cucito (citato in LEOM) |
|        | Cecchi (Firenze) D'argento, al leone di rosso tenente una freccia posta in sbarra d'azzurro (citato in (13)) |
|        | Cecchi (Firenze) D'azzurro, al cane retroguardante d'argento collarinato di rosso, ascendente un monte di sei cime d'oro (citato in (13)) alias D'azzurro, al cane retroguardante d'argento collarinato di rosso, ascendente un monte di sei cime d'oro, con il capo cucito d'Angiò (citato in (13)) (DE) In Blau 1 schwebender goldener Sechsberg, von links bestiegen von 1 silberbehalsbandeten widersehenden silbernen Hund und oben begleitet von 1 vierlätzigen roten Turnierkragen mit je 1 goldenen Lilie zwischen den Lätzen (citato in (28)) alias Partito: nel 1º d'argento, all'aquila dal volo levato di nero coronata d'oro, uscente dalla partizione; nel 2º d'azzurro, al cane retroguardante d'argento collarinato di rosso, ascendente un monte di sei cime d'oro (citato in (13)) |
|        | Cecchi (Firenze) Di..., al monte di sei cime di..., sostenente un'aquila dal volo spiegato di... (citato in (13)) |
|        | Cecchi (Firenze) D'azzurro, alla biscia guizzante in palo (talora rivolta) d'oro (citato in (13)) |
|        | Cecchi (Firenze) D'azzurro, a tre rami di rosaio di verde, fioriti ciascuno di un pezzo d'argento, nodriti su un monte di sei cime d'oro; con il capo cucito d'Angiò alias D'azzurro, a tre rami di rosaio di verde, fioriti ciascuno di un pezzo d'argento, nodriti su un monte di sei cime d'oro; con il capo cucito d'Angiò, abbassato sotto una croce di Santo Stefano (citato in (13)) |
|        | Cecchi (Ponsacco) Di..., all'uomo d'arme di..., nascente dalla campagna di... e sostenente un uccello di..., posato sulla sua mano destra (citato in (13)) |
|        | Cecchi (Siena) D'azzurro, al drago d'oro (citato in (13)) (DE) In Blau 1 linksgewendete ungeflügelte goldene Drachenschlange (citato in (28)) |
|        | Cecchi (Toscana) (DE) In Rot 1 schwebender goldener Sechsberg, belegt mit 1 schwarzen Schrägbalken (citato in (28)) |
|        | Cecchi del Drago (Firenze) D'azzurro, a tre rami di rosaio di verde, fioriti ciascuno di un pezzo d'argento, nodriti su un monte di sei cime d'oro posto in mezzo a tre stelle a otto punte dello stesso, 2.1; con il capo cucito d'Angiò (citato in (13)) |
|        | Cecchi delle Ruote (Firenze) D'azzurro, al ramo di rosaio di verde, fiorito di un pezzo di rosso, nodrito su un monte di tre cime d'oro, e sormontato da un lambello a tre pendenti dello stesso (citato in (13)) |
|        | Cecchi Toldi (Pescia, Firenze) D'azzurro, al leone d'argento e alla fascia attraversante d'oro caricata di tre rose di rosso; con il capo del campo sostenuto dalla fascia alzata di rosso e caricato di un uccello posato d'argento sormontato da una stella a otto punte d'oro (citato in (13)) alias (DE) In Blau 1 erhöhter roter Balken, oben besetzt mit 1 silbernen Vogel und unten begleitet von 1 rotgezungten goldenen Löwen, dieser überdeckt von 1 goldenen mit 3 roten Rosen belegten Balken (citato in (28)) alias Inquartato: nel 1º e 4º d'azzurro, al cane retroguardante d'argento, collarinato di rosso, ascendente un monte di sei cime d'oro; nel 2º e 3º d'azzurro, al leone d'oro e alla banda attraversante di rosso caricata di tre rose d'argento, e al capo d'oro caricato di un uccello posato al naturale sormontato da una cometa pure d'oro (citato in (13)) alias (DE) Gespalten: Vorne 2mal geteilt, im oberen Platz in Blau 1 goldener Sechsberg, von links bestiegen von 1 silberbehalsbandeten widersehenden silbernen Hund, der mittlere Platz verschmälert, darin 1 naturfarbener Vogel, dieser überhöht von 1 goldenen Komet (citato in (28)) |
|        | Cecchi Toldi (Pescia) 3 quadrifogli di rosso su fascia convessa di oro su - leone rampante di argento su azzurro - uccello al naturale passante su trangla di rosso su azzurro - stella (8 raggi) di oro su azzurro in capo (citato in LEOM) |
|        | Cecchini (Firenze) Troncato: nel 1º d'azzurro, al leone nascente d'oro; nel 2º losangato d'oro e d'azzurro; con la fascia diminuita di rosso passata sulla troncatura alias Troncato: nel 1º d'azzurro, al leone nascente d'oro; nel 2º losangato d'oro e d'azzurro; il tutto abbassato sotto il capo di Santo Stefano (citato in (13)) |
|        | Cecchini (Firenze) Di nero, al leone d'oro (citato in (13)) (DE) In Schwarz 1 goldener Löwe (citato in (28)) |
|        | Cecchini (Firenze) Troncato in scaglione di... e di..., a tre gigli di..., 2.1, i due nel primo e l'uno nel secondo (citato in (13)) |
|        | Cecchini (Pescia) D'argento, al monte di sei cime di verde sostenente due spighe divergenti d'oro, e al capo di nero caricato di una stella a otto punte d'oro (citato in (13)) |
|        | Cecchini (Toscana) (DE) Unter 1 gold unterstützten silbernen Schildhaupt gold-blau gerautet (citato in (28)) |
|        | Cecchini (Toscana) (DE) Unter 1 silbernen Schildhaupt, darin 1 rotes Johanniterkreuz (Capo di San Stefano), schwarz-silber geteilt, oben 1 wachsender goldener Löwe, unten 1 goldener Rautenbalken (citato in (28)) |
|        | Cecchini (Toscana) (DE) In Gold 1 silberne Glocke, begleitet oben beidseitig von je 1 roten Rose, unten von 1 roten Feuer (citato in (28)) |
|        | Cecchini (Toscana) (DE) Gespalten: Rechts und links in Silber je 2 anstoßende konzentrische blaue Ringe (citato in (28)) |
|        | Cecchini (Toscana) (DE) Schwarz-silber geteilt: Oben 1 achtstrahliger goldener Stern, unten 1 schwebender grüner Sechsberg, oben besteckt mit 2 silbernen? Getreidehalmen (citato in (28)) |
|        | Cecchini delle Ruote (Firenze) D'azzurro, alla banda di rosso caricata di tre stelle a otto punte d'oro e sormontata da tre gigli pure d'oro, ordinati fra i quattro pendenti di un lambello dello stesso (citato in (13)) |
|        | Cecci (Asolo) Troncato alla fascia di rosso sulla partizione; nel primo d'oro all'albero di (…) al naturale; nel secondo d'argento al monte di tre cime di verde (citato in DAlena) |
|        | Cecco d'Alberto (Toscana) (DE) Unter 1 silbernen Schildhaupt in mit roten Kreuzen bestreutem Feld 1 silberner Schrägbalken (citato in (28)) |
|        | Ceccoli (Roma) D'oro a due fasce d'azzurro. Capo di azzurro caricato di tre stelle d'oro (citato in AMAY, Vol. I, pag. 353) |
|        | Ceccoli di Trastevere (Roma) Troncato: nel primo di vaio ondato rovesciato in punta; nel secondo d'oro, all'ancora rovesciata d'azzurro (citato in GLMB n. 238) |
|        | Cecconi (Firenze) D'azzurro, alla fascia d'oro caricata di tre rose di rosso e accompagnata in capo da una stella a otto punte d'oro (citato in (13)) (DE) In Blau 1 goldener Balken, belegt mit 3 roten Rosen und oben begleitet von 1 achtstrahligen goldenen Stern (citato in (28)) |
|        | Cecconi (Firenze) Di rosso, all'albero di cipresso di..., nodrito sul terreno di..., accostato da due teste di moro di..., attortigliate di...; con il capo d'azzurro sostenuto da una divisa di... e caricato dell'aquila dal volo spiegato di..., coronata di... (citato in (13)) |
|        | Cecconi (Livorno) D'azzurro, alla fascia d'oro caricata di tre rose di rosso, e accompagnata in capo da una stella a otto punte d'oro (citato in (13)) 3 rose di rosso su fascia di oro su azzurro - stella (8 raggi) di oro in alto su azzurro (citato in LEOM) |
|        | Cecconi (Prato, Pistoia) Troncato: nel 1º d'oro, all'aquila di nero, coronata dello stesso; nel 2º d'azzurro, allo scaglione di rosso, accompagnato da tre stelle a otto punte d'argento, 2.1, e caricato di un giglio d'oro posto in mezzo a due rose dello stesso (citato in (13)) |
|        | Cecconi (Toscana) (DE) In Gold 1 mit liegenden silbernen Halbmonden bestreuter roter Adler (citato in (28)) |
|        | Cecconi o Cecconi di Cervia (Toscana) (DE) In Grün 1 goldener Zwillingspfahl, überdeckt von 1 roten Mauer mit Tor und beidseitig begleitet von je 1 naturfarbenen Mauer, jeweils belegt mit 1 mit 1 schwarzen Scheibe belegten silberbordierten naturfarbenen Raute (citato in (28)) |
|        | Ceccopieri (Massa) D'oro, alla banda d'azzurro (citato in (13)) |
|        | Ceccopieri (Livorno) d'oro alla banda d'azzurro (citato in (4) – Vol. II pag. 409) |
|        | Ceccopieri Villa Maruffi (Massa) Titolo: Nobili di Massa D'oro alla banda d'azzurro Motto: Post fata resurgo (citato in DAlena) |
|        | Ceci (Pescia) Di…, alla pianta di cece sradicata di…, e al capo di…, caricato di tre stelle a otto punte di… (citato in (13)) |
|        | Cecidani (Camandona) Titolo: conti di Borgomale Troncato, al 1° d'oro, all'aquila coronata, di nero, al 2° d'argento, a tre bande di rosso, con la fascia sulla troncatura, d'azzurro, carica di tre lettere C d'argento alias Troncato, al 1° d'oro, all'aquila coronata, di nero, al 2° di […], a tre sbarre di […], con la fascia sulla troncatura, di [...], carica di tre lettere C, di […] alias Partito, al 1° d'argento, a tre fasce ondate d'azzurro, al 2° d'argento, a tre bande di rosso, con il capo d'oro, carico di un'aquila coronata, di nero, il capo sostenuto da una fascia d'azzurro, carica di tre crescenti d'argento (citato in (15)) |
|        | Cecilia di Giovanni Fanelli (Sarteano) (la blasonatura non è stata ancora caricata) (citato in BNDD) Immagine ne L'araldica sarteanese nei secoli. |
|        | Cecina (Volterra) D'azzurro, alla pianta (lappolone) di verde nodrita su un monte di sei cime d'oro (citato in (13)) |
|        | Cecio (Cesena) (la blasonatura non è stata ancora caricata) (citato in BLCW) Immagine in Blasone Cesenate. |
|        | Ceconi di Montececcon (Vito d'Asio (Udine), Gorizia) Titoli: Nobile di Montececcon, Conte trinciato di verde e di rosso alla banda d'oro sulla partizione; il 1º alla cicogna al naturale, passante sulla banda, tenente nel becco un serpe d'oro; il 2º ad un monte di tre cime, verdeggiante al naturale, uscente dalla punta dello scudo, sormontato da una stella d'argento, con uno scudetto in cuore di azzurro alla campagna di verde cucita, sostenente un leone d'oro, illeopardito, linguato di rosso, attraversante su un fusto di melograno al naturale, nodrito sulla campagna Cimiero: tre penne di struzzo, azzurre, le laterali d'oro e più alta la mediana Sostegni: due leoni d'oro, linguati di rosso, affrontati (citato in (4) – Vol. II pag. 410) |

### Ced
| Stemma | Casato e blasonatura |
| ------ | --- |
|        | Cedernelli (Firenze) D'azzurro, a tre frutti di cedro d'oro, 2.1 (citato in (13)) (DE) In Blau 3 goldene Zedern, 2:1 gestellt (citato in (28)) |
|        | Cederni (Firenze) D'azzurro, a tre frutti di cedro d'oro, 2.1 (citato in (13)) alias D'azzurro, alla banda d'oro accostata da cinque frutti di cedro, 3.2 (citato in (13)) (DE) In Blau 1 goldener Schrägbalken, schrägbalkenweise begleitet oben von 3, unten von 2 goldenen Birnen (citato in (28)) |
|        | Cederni (Firenze) Di vaio, al capo di rosso (citato in (13)) |
|        | Cedri (Firenze) Troncato d'azzurro e d'oro, alla pianta di cedro attraversante al naturale e fruttifera d'oro, nodrita in un vaso di rosso e accompagnata da quattro stelle a otto punte d'oro, ordinate in mezza cinta (citato in (13)) alias (DE) Unter 1 blauen Schildhaupt, darin 4 achtstrahlige goldene Sterne entlang des oberen Schildrandes, ledig gold, das Ganze überdeckt von 1 roten Vase mit natürlicher grüner Erde, bepflanzt mit 1 naturfarbene Zeder mit goldenen Zitronen (citato in (28)) |
|        | Cedrini (Cesena) braccio destro uscente da sinistra vestito di argento afferrante con la mano di carnagione un ramo di cedro fruttato di oro su azzurro - 3 stelle (6 raggi) di oro su azzurro in capo - trangla di rosso (citato in LEOM) (la blasonatura non è stata ancora caricata) (citato in BLCW) Immagine in Blasone Cesenate. |
|        | Cedrioli (Cesena) (la blasonatura non è stata ancora caricata) (citato in BLCW) Immagine in Blasone Cesenate. |
|        | Cedronio (Napoli, Rocca d'Evandro) Titolo: marchese di Rocca d'Evandro, nobile dei marchesi d'argento, al cedro di verde sradicato e fruttato d'oro (citato in (2) – pag. 120, in (4) - Vol. II pag. 411 e in (16) (fruttato di tre pezzi di oro) e in (19)) Notizie storiche in Nobili napoletani. |
|        | Cedronio (Napoli) Titolo: Marchesi della Rocca d'Evandro; signore di Camino; nobile dei marchesi D'argento al cedro nodrito di verde sradicato e fruttato d'oro (citato in DAlena) d'argento al cedro di verde sradicato e fruttato d'oro (citato in (19)) Notizie storiche in Nobili napoletani. |

### Cef
| Stemma | Casato e blasonatura |
| ------ | --- |
|        | Ceffini (Firenze) Fasciato di nero e d'argento, al capo del secondo caricato di un cane corrente del primo, lampassato e collarinato di rosso (citato in (13)) |

### Cei
| Stemma | Casato e blasonatura |
| ------ | --- |
|        | Cei (Firenze) D'argento, a tre semivoli levati d'azzurro, 2.1, i due addossati (citato in (13)) |
|        | Cei (Firenze) Inquartato: nel 1º e 4º di rosso pieno; nel 2º e 3º d'argento, alla sbarra d'azzurro (citato in (13)) alias (DE) Rot-silber geviert und überdeckt von 1 blauen Schräglinksbalken (citato in (28)) |

### Cel
| Stemma | Casato e blasonatura |
| ------ | --- |
|        | Celaia (Abruzzo) (la blasonatura non è stata ancora caricata) (citato in DAlena) |
|        | Celandri (Firenze) D'azzurro, alla testa di leopardo al naturale, bailonata di un ramoscello di verde, con la fronda a destra (citato in (13)) |
|        | Celani (Roma) d'azzurro al mare agitato d'argento caricato di 3 navi voganti a vele spiegate, il tutto al naturale accompagnato in capo da 3 stelle di 6 raggi d'argento. Capo d'argento caricato di una fila di 8 cipressi accostati al naturale Motto: Tutus in nuda (citato in (4) – Vol. II pag. 411) |
|        | Celano (Napoletano) (la blasonatura non è stata ancora caricata) (d'azzurro, alla banda d'oro) (citato in (19)) alias (la blasonatura non è stata ancora caricata) (d'azzurro, alla banda d'argento) (citato in (19)) |
|        | Celati (Roma, Piombino) troncato: di oro e di rosso, con la fascia d'azzurro sulla partizione; sopra al castello di due torri al naturale, merlate alla guelfa, aperto e finestrato di nero appoggiato sulla fascia con un'aquila di nero sostenuta dal castello e posata fra le torri; sotto a sei stelle d'oro di otto raggi poste 3, 2, 1 Ornamenti: lo scudo è fregiato di ornamenti baronali coll cercine e gli svolazzi d'oro, di rosso, d'azzurro e di nero (citato in (4) – Vol. II pag. 411) |
|        | Celati (Firenze) Di rosso, al destrocherio di carnagione, vestito d'azzurro, tenente un elmo d'acciaio posto di fronte e piumato di sei pezzi, tre d'azzurro e tre d'argento (citato in (13)) |
|        | Celebrini o Cellebrini (Fossano) Titolo: conti di Corneliano; baroni di S. Martino; signori di Predosa d'argento alla speronella formata da sei rombi alternati, di nero e di rosso, orlata d'oro (citato in (4) – Vol. II pag. 412, in (15) e in (22)) una stella di sei punte, tre di rosso e tre di nero proffilate d'oro in campo d'argento (citato in (22)) Cimiero: la speronella del campo / l'aquila nascente / una stella come nello scudo Motto. Calcaria virtus addit - Addit calcaria virtus |
|        | Celentano (Foggia) Titolo: marchesi d'azzurro alla fascia rossa orlata d'oro caricata di tre gigli del medesimo, in capo un lambello di rosso (di tre pendenti) (citato in (16)) |
|        | Celentani o Celentano (Napoli, Portici) 3 gigli di argento su banda di rosso bordata di argento nel senso della banda su azzurro - lambello (3gocce) di oro in alto a destra (citato in LEOM) |
|        | Celentano (Foggia) 3 gigli di oro su fascia di rosso bordata di oro su azzurro - lambello (3gocce) di rosso in alto (citato in LEOM) |
|        | Celenza (Abruzzo) (la blasonatura non è stata ancora caricata) (citato in DAlena) |
|        | Celesia d'azzurro all'albero di ciliegio al naturale, coronato di oro, sostenuto da due leoni controrampanti di oro (citato in (4) – Vol. II pag. 412) |
|        | Celesia (Finalborgo, Genova, Alassio) partito nel 1º d'azzurro al ciliegio al naturale, coronato d'oro e sostenuto da due leoni pure d'oro affrontati e contro rampanti (Celesia); nel 2º troncato d'oro all'aquila di nero coronata di rosso; e scaccato d'oro e d'azzurro (Giorgi); lo scudo accollato ad un'ancora di ferro in palo Motto: Honor virtutis proemium (citato in (2) – pag. 138 e in DAlena) |
|        | Celesia (Palermo) Titolo: nobile dei marchesi; marchese di Santantonino d'azzurro, al ciliegio sradicato al naturale, sinistrato da un leone d'oro, coronato dello stesso, ed accompagnato in cinta da cinque stelle d'argento (citato in (4) – Vol. II pag. 413, in (16), in Mango e in (26)) d'azzurro, con albero di ciliegio al naturale, sinistrato da leone d'oro coronato all'antica, accompagnato da cinque stelle d'argento situate in orlo. Corona di marchese (citato in (26)) Notizie storiche in Famiglie nobili di Sicilia. Ulteriori notizie storiche in Famiglie nobili di Sicilia. |
|        | Celesia (Palermo) (la blasonatura non è stata ancora caricata) (Immagine nella Raccolta stemmi Trippini (JPG).) |
|        | Celesia (Palermo) (la blasonatura non è stata ancora caricata) (Immagine nella Raccolta stemmi Topoguz.) |
|        | Celeste o Celestri (Noto, Palermo, Licata) Titolo: marchese di Santa Croce; barone dell'Alia; signore di Santa Croce d'azzurro alla mezzaluna d'oro (citato in (16)) d'azzurro, al crescente volto d'oro Corona di marchese (citato in Mango) d'azzurro, con una luna crescente d'oro. Corona di marchese (citato in (26)) luna di oro su azzurro (citato in LEOM) Notizie storiche in Famiglie nobili di Sicilia. Ulteriori notizie storiche in Famiglie nobili di Sicilia. |
|        | Celestini (Arezzo) D'azzurro, alla cometa ondeggiante in banda d'oro, addestrata da un crescente rivolto in banda d'argento, e accompagnata in capo da due stelle a otto punte d'oro, e in punta da un monte di tre cime dello stesso (citato in (13)) |
|        | Celestini (Cortona) D'azzurro, alla banda diminuita d'oro sormontata da un sole dello stesso e accompagnata in punta da un crescente montante d'argento posto in mezzo a tre stelle a otto punte d'oro, 2.1 (citato in (13)) |
|        | Celestri (Sicilia) Titolo: signore di S. Croce; barone d'Alia; marchese di S. Croce d'azzurro, al crescente volto d'oro (o d'argento) (citato in (26)) Notizie storiche in Famiglie nobili di Sicilia. |
|        | Celi (Montalto, or. Montedinove) troncato: nel 1° d'azzurro, al crescente volto d'argento accoompagnato da un sole figurato d'oro e affiancato da quattro stelle dello stesso ordinate in fascia; nel 2° di rosso, al all'albero sostenuto da monte di tre cime all'italiana, il tutto di verde (citato in (18)) alias d'azzurro, alla fascia accompagnata in punta da un monte di tre cime ed in capo da tre stelle (8), poste in fascia, il tutto d'oro. alias d'azzurro ad un monte di sette cime (4-2-1), sormontato da tre stelle (6) poste in fascia, accompagnato in capo da una fascia, il tutto d'oro. |
|        | Celi (Sicilia) d'azzurro, al crescente volto d'argento e tre stelle dello stesso ordinate in fascia nel capo (citato in Mango) |
|        | Celi (Trevi) (la blasonatura non è stata ancora caricata) Notizie storiche nel sito della Associazione Pro Trevi. |
|        | Celini (Venezia) troncato: nel 1º d'azzurro a tre stelle d'oro ordinate in fascia; nel 2º di verde a tre conigli aggruppati, male ordinati d'argento (citato in (2) – pag. 159 e in DAlena) |
|        | Cella (Firenze) Di..., al castello turrito di un pezzo di rosso, sostenente due leoni affrontati al naturale, sostenenti a loro volta la torre; con il capo dell'Impero (citato in (13)) |
|        | Cella Quarenghi (Sicilia) casa al naturale tegolata di oro uscente dalla partizione su argento - stella (10 raggi) di oro in alto su argento - 2 leoni controrampanti di oro ad un albero di pino al naturale su terrazzo di verde su argento (citato in LEOM) |
|        | Cellaga (Abruzzo) (la blasonatura non è stata ancora caricata) (citato in DAlena) |
|        | Cellai (Firenze) Titolo: Nobili, Patrizi, Conti. D'azzurro, alla casa naturale, terrazzata di verde ed accompagnata in campo da una cometa di otto raggi d'oro ondeggiante in fascia (citato in (35)) |
|        | Cellario Serventi (Torino, Genova, Roma) Titolo: Barone d'azzurro alla croce di Sant'Andrea d'oro, caricata in cuore da una torre merlata alla guelfa, d'argento, aperta e finestrata di nero (citato in (4) – Vol. II pag. 414) D'azzurro, al decusse d'oro, carico in cuore da una torre d'argento, merlata alla guelfa di quattro, aperta e finestrata di nero (citato in (15)) |
|        | Cellerini (Firenze) D'azzurro, al cervo al naturale corrente sul terreno dello stesso alias D'azzurro, al cervo al naturale rivolto, corrente sul terreno dello stesso (citato in (13)) |
|        | Cellesi (Pistoia) palato di oro e di azzurro al capo di argento con il leone corrente di rosso (citato in (4) – pag. 370) (DE) Unter 1 silbernen Schildhaupt, darin 1 schreitender roter Löwe, 5mal gold-blau gespalten (citato in (28)) |
|        | Cellesi (Pistoia) troncato: nel 1º d'argento al leone di rosso corrente; nel 2º bandato d'azzurro e d'oro (citato in (4) – Vol. II pag. 414) alias troncato: nel 1º d'argento al leone di rosso corrente; nel 2º bandato d'azzurro e d'oro di otto pezzi (Immagine nella Raccolta stemmi Trippini (JPG).) |
|        | Cellesi (Firenze) d'oro a tre bande d'azzurro, col capo d'argento al leone di rosso illeopardito (citato in (4) – Vol. IX pag. 209) D'oro, a tre bande d'azzurro; con il capo d'argento, caricato di un leone leopardito di rosso (citato in (13)) |
|        | Cellesi (Arezzo) D'azzurro, alla fascia accompagnata in capo da tre stelle a otto punte, 1.2, e in punta da un giglio bottonato, il tutto d'oro (citato in (13)) fascia di oro su azzurro - 3 stelle (8 raggi) di oro su azzurro poste 1,2 - giglio fiorito di oro in basso su azzurro (citato in LEOM) |
|        | Cellesi (Pistoia, Firenze) D'oro, a tre bande d'azzurro; con il capo d'argento, caricato del leone leopardito di rosso alias D'oro, a tre bande d'azzurro; con il capo d'argento, caricato del leone leopardito di rosso; il tutto abbassato sotto il capo di Santo Stefano alias Troncato: nel 1º d'argento, al leone leopardito di rosso; nel 2º d'oro, a tre bande d'azzurro alias Troncato: nel 1º d'argento, al leone leopardito di rosso; nel 2º d'oro, a tre bande d'azzurro; con il capo di Santo Stefano alias Troncato: nel 1º d'argento, al leone leopardito di rosso; nel 2º bandato di sei pezzi d'oro e d'azzurro alias Troncato: nel 1º d'argento, al leone leopardito di rosso; nel 2º bandato di sei pezzi d'azzurro e d'oro alias Troncato: nel 1º d'argento, al leone leopardito di rosso; nel 2º bandato di sei pezzi d'oro e d'azzurro; con il capo di Santo Stefano alias Troncato: nel 1º d'argento, al leone leopardito di rosso; nel 2º bandato di sei pezzi d'azzurro e d'oro; con il capo di Santo Stefano alias Bandato di sei pezzi d'oro e d'azzurro; con il capo d'argento, caricato del leone leopardito di rosso alias Bandato di sei pezzi d'azzurro e d'oro; con il capo d'argento, caricato del leone leopardito di rosso alias Bandato di sei pezzi d'oro e d'azzurro; con il capo d'argento, caricato del leone leopardito di rosso; il tutto abbassato sotto il capo di Santo Stefano alias Bandato di sei pezzi d'azzurro e d'oro; con il capo d'argento, caricato del leone leopardito di rosso; il tutto abbassato sotto il capo di Santo Stefano (citato in (13)) |
|        | Cellesi (Roma) troncato: nel 1º d'argento, al leone correntge di nero; nel 2º d'azzurro, a tre bande d'oro (Immagine nell' Archivio Storico Capitolino (PDF).) |
|        | Celli (Firenze) Di..., alla banda di... caricata di una lepre corrente di..., inseguita da un cane pure corrente di..., collarinato di... (citato in (13)) |
|        | Celli (Pescia) Di..., alla fascia di..., accompagnata da tre galli di..., 2.1, i due affrontati (citato in (13)) |
|        | Celli (Pistoia) Di rosso, alla fascia doppiomerlata d'argento, accompagnata sia in capo che in punta da tre chiodi impugnati al naturale (citato in (13)) (DE) In Rot 1 silberner Gegenzinnenbalken, beidseitig begleitet von je 3 garbenweise gekreuzten schwarzen Pfeilen (citato in (28)) |
|        | Celli (Pistoia) fascia doppiomerlata di argento su rosso - 2 gruppi di 3 chiodi della Passione di argento su rosso (citato in LEOM) |
|        | Celli (Cesena) (la blasonatura non è stata ancora caricata) (citato in BLCW) Immagine in Blasone Cesenate. |
|        | Cellini (Firenze) Di..., alla branca di leone di..., tenente un giglio di...; con il capo d'Angiò (citato in (13)) |
|        | Cellini (Firenze) Di..., alla colonna di..., sormontata da tre stelle a otto punte di..., ordinate in capo (citato in (13)) (DE) In Blau 1 silberne Säule, oben begleitet von 3 achtstrahligen silbernen Sternen balkenweise (citato in (28)) |
|        | Cellini (Toscana) (DE) Unter 1 silbernen Schildhaupt, darin 1 vierlätziger roter Turnierkragen mit je 1 roten Lilie zwischen den Lätzen, in Blau 1 goldener Löwe (citato in (28)) |
|        | Cellini (Cesena) (la blasonatura non è stata ancora caricata) (citato in BLCW) Immagine in Blasone Cesenate. |
|        | Celloni (Cesena) (la blasonatura non è stata ancora caricata) (citato in BLCW) Immagine in Blasone Cesenate. |
|        | Celmi (Prato) Scaccato d'argento e di nero, al capo di... caricato di tre gigli di... (citato in (13)) |
|        | Celona o Chilona (Sicilia) d'azzurro, alla baviera d'oro, graticolata di cinque pezzi dello stesso, posta in pieno profilo verso destra (citato in Mango) d'azzurro, con una celata di oro, graticolata con cinque affibbiature, posta in terzo (citato in (26)) Notizie storiche in Famiglie nobili di Sicilia. |
|        | Celona (Sicilia) celata (parte mobile dell'elmo) di oro con 5 affibbiature di rosso posta di profilo su azzurro (citato in LEOM) |
|        | Celsa (Sicilia) Titolo: barone del Pardo d'argento, al celso sradicato e fruttifero di nero (citato in Mango e in (26)) Notizie storiche in Famiglie nobili di Sicilia. |
|        | Celsi (Ravenna) d'azzurro, alla banda d'oro accostata da due cotisse del medesimo accompagnate da 6 D in carattere gotico pure del medesimo (citato in (2) – pag. 13, in (5) - pag. 95 (... sei lettere D maiuscole dello stesso, tre per parte, poste in banda) e in DAlena) |
|        | Celsi (Venezia) d'azzurro, alla banda d'oro, accostata da due filetti e accompagnata da sei C gotiche, tre per parte, d'oro (citato in CROL – pag. 15) banda di oro su azzurro affiancata da - 2 filetti in banda di oro e da - 6 lettere G maiuscole gotiche di oro poste in doppia banda su azzurro (citato in LEOM) |
|        | Celsi (Venezia) d'azzurro, alla terza d'oro in banda accostata da 6 lettere c gotiche del medesimo (da notare la differenza con le blasonature precedenti) (citato in (2) – pag. 541, in (5) - pag. 166 e in DAlena) |
|        | Celsi (Siena) Di rosso, al leone d'argento e alla banda diminuita attraversante di verde (citato in (13)) |
|        | Celso (Genova) 9 lune rivolte di argento poste 3 a 3 su 3 bande di azzurro su oro (citato in LEOM) |

### Cem
| Stemma | Casato e blasonatura |
| ------ | --- |
|        | Cempini (Pisa) D'azzurro, a tre alberi di cipresso al naturale nodriti sul terreno dello stesso e sormontati da tre stelle a otto punte d'oro, ordinate in capo (citato in (13)) |
|        | Cempini (Firenze) 3 cipressi (alberi) su terrazzo di verde su azzurro - 3 stelle (8 raggi) di oro poste in fascia su rosso in capo (citato in LEOM)                              |

### Cen
| Stemma | Casato e blasonatura |
| ------ | --- |
|        | Cena (Sardegna) (di rosso, alla testa di moro barbuta al naturale, tortigliata d'argento) (citato in ) |
|        | Cena (Molise) (la blasonatura non è stata ancora caricata) (citato in DAlena) |
|        | Cenami (Lucca) d'oro al leone di rosso (citato in (4) – Vol. II pag. 415 e in (13)) (Immagine nella Raccolta stemmi Trippini (JPG).) Cimiero: pelle di leone uscente Motto: Vis unita fortior |
|        | Cenami (Palermo) di rosso, al leone d'oro (citato in Mango e in (26)) Notizie storiche in Famiglie nobili di Sicilia. |
|        | Cencelli (Roma) monte a 7 cime di argento su azzurro - stella (8 raggi) di oro in alto su azzurro (citato in LEOM) |
|        | Cencelli (Roma) partito: nel 1º di azzurro al monte di 7 cime d'oro disposte 1, 2, 4, accompagnato in capo da una stella di 8 raggi dello stesso, nel 2º di nero al monte di 3 cime d'argento accompagnato in capo da un'aquila d'argento coronata d'oro. Lo scudo bordato d'una filiera di oro controbordata da 22 scacchi d'oro e d'azzurro (citato in (4) – Vol. II pag. 415)                                 |
|        | Cenci trinciato, innestato, merlato di rosso e d'argento di 10 pezzi a 6 crescenti volti, ordinati in banda, tre e tre dell'uno nell'altro (citato in (4) – Vol. II pag. 416) |
|        | Cenci (Roma) trinciato palizzato di rosso e d'argento di sei pezzi e due mezzi, a 6 crescenti volti, ordinati in banda, tre e tre dell'uno nell'altro (Immagine nell' Archivio Storico Capitolino (PDF) (archiviato dall'url originale il 4 marzo 2016).) |
|        | Cenci o De Cencia (Roma, Cisternino, Rutigliano) tagliato, innestato, merlato di rosso e d'argento di 10 pezzi con 6 crescenti volti ordinati in sbarra 3 e 3 dell'uno nell'altro (citato in (30)) |
|        | Cenci (Firenze) Troncato merlato d'oro e d'azzurro (citato in (13)) (DE) Gold-blau im Zinnenschnitt geteilt (citato in (28)) alias Troncato merlato d'oro e di rosso (citato in (13)) |
|        | Cenci (Pescia) D'azzurro, a tre stelle a otto punte di..., 2.1; con il capo cucito d'Angiò (citato in (13)) |
|        | Cenci (Roma) troncato di rosso, a tre crescenti montanti d'argento ordinati in fascia, e d'argento, a tre crescenti montanti del primo ordinati in fascia (Immagine nell' Archivio Storico Capitolino (PDF) (archiviato dall'url originale il 4 marzo 2016).) |
|        | Cenci (Cesena) (la blasonatura non è stata ancora caricata) (citato in BLCW) Immagine in Blasone Cesenate. |
|        | Cenci Bolognetti (Roma) partito: nel 1º trinciato, innestato, merlato di rosso e d'argento di 10 pezzi a 6 crescenti volti, ordinati in banda, tre e tre dell'uno nell'altro (Cenci); nel 2º d'azzurro, alla fascia ondata d'oro, accompagnata in capo da 3 gigli dello stesso e da un medaglione con ritratto d'argento orlato d'oro in punta (Bolognetti) (citato in (4) – Vol. II pag. 416)                   |
|        | Cenci Goga (Perugia, Firenze) partito: nel 1º d'azzurro al leone d'oro; nel 2º d'azzurro a tre bande d'oro Cimiero: il leone d'oro uscente Motto: Ubi fides ibi cuncta (citato in (4) – Vol. II pag. 417) |
|        | Cenci Goga (Perugia, Firenze) leone rampante di oro su azzurro - 2 bande di oro su azzurro (citato in LEOM) |
|        | Cenciatti Lucarelli (Bologna, Rimini) di azzurro al monte di tre cime d'oro sormontato da una palma di verde e addestrato da una capra rampante d'argento (citato in (4) – Vol. II pag. 417) |
|        | Cencini (Pisa) D'azzurro, al monte di tre cime d'oro, cimato dall'aquila dal volo abbassato di nero, coronata dello stesso (citato in (13)) |
|        | Cencio (Sicilia) tagliato innestato, merlato di rosso e d'argento, di dieci pezzi, con tre lune crescenti poste in sbarra dell'uno all'altro (citato in (26)) Notizie storiche in Famiglie nobili di Sicilia. |
|        | Cenciolini (Pistoia) Di rosso, alla banda d'oro accostata da due pesci (o delfini) dello stesso (citato in (13)) (DE) In Rot 1 goldener Schrägbalken, beidseitig der Figur nach begleitet von je 1 goldenen Delphin (citato in (28)) |
|        | Cendra (Verona) (la blasonatura non è stata ancora caricata) (citato in DAlena) |
|        | Cengini da Cascina (Pisa) Troncato: nel 1º d'oro, all'aquila dal volo abbassato di nero; nel 2º d'azzurro, a tre stelle a otto punte d'oro, 2.1 (citato in (13)) |
|        | Ceni (Medole (Mantova) d'argento all'albero di verde, accostato da due teste di moro, affrontate, col capo d'oro, carico di un'aquila di nero, coronata d'oro (citato in (4) – Vol. II pag. 417) |
|        | Cennamo (Molise) (la blasonatura non è stata ancora caricata) (citato in DAlena) |
|        | Cenni (Firenze) D'azzurro, a tre stelle a otto punte d'oro, 2.1 (citato in (13)) |
|        | Cenni (Siena) D'azzurro, allo scaglione d'oro accompagnato in capo da due stelle a otto punte dello stesso (citato in (13)) |
|        | Cenni (Siena) Di..., allo scaglione di... accompagnato in capo da due crescenti montanti di..., e in punta da un monte di tre cime di... (citato in (13)) |
|        | Cenni o Cenni Ioannis (Toscana) (DE) In blau-silber im Wellenschnitt schräggeteiltem Feld je 2 achtstrahlige goldene Sterne in verwechselten Tinkturen in der rechten und in der linken Flanke pfahlweise (citato in (28)) |
|        | Cenni (Cesena) (la blasonatura non è stata ancora caricata) (citato in BLCW) Immagine in Blasone Cesenate. |
|        | Cenni del Drago (Firenze) D'azzurro, alla sbarra d'oro sormontata da tre stelle a otto punte dello stesso ordinate in capo, e accompagnate in punta da tre piante di verde, fiorite ciascuna di un pezzo di rosso, nodrite sul terreno al naturale (citato in (13)) |
|        | Cennini (Siena) d'azzurro, alla salamandra d'oro giacente in mezzo al fuoco fiammeggiante di rosso (citato in (2) – pag. 466, in (5) - pag. 131 e in DAlena) D'azzurro, alla salamandra d'oro, infiammata di rosso (citato in (13)) |
|        | Cennini (Firenze) D'oro, a quattro catene uscenti dai quattro angoli dello scudo, riunite in cuore per un anello, e accompagnate in capo da un crescente montante, il tutto di rosso (citato in (13)) (DE) In Gold 4 anstoßende rote Ketten, schragenweise gelegt, durch 1 roten Ring verbunden und oben bewinkelt von 1 liegenden roten Halbmond (citato in (28))                                               |
|        | Cennini (Firenze) D'azzurro, a tre squadre d'argento, 2.1 (citato in (13)) |
|        | Cennini (Firenze) D'argento, al capro saliente di nero (citato in (13)) |
|        | Cennini (Firenze) Di verde, alla fascia diminuita di..., sormontata da tre stelle a otto punte d'oro ordinate in capo, e accompagnata in punta da una mano indicante di..., posta in palo (citato in (13)) |
|        | Cennini (Firenze) Di..., alla testa di serafino di... (citato in (13)) |
|        | Cennino di Chiarino (Firenze) Di rosso, al monte di sei cime, cimato da una croce latina e sostenente sulle cime laterali quattro rametti, il tutto d'oro (citato in (13)) |
|        | Centallo o Centalli (Centallo) Titolo: signori di Centallo (?) D'argento, alla cintura di rosso, disposta in banda (citato in (15)) alias Di rosso, al cintolo d'azzurro, orlato e guernito d'oro, posto in sbarra (citato in (15)) alias d'argento, alla cintura di rosso, fibbiata d'oro (citato in (22)) alias di rosso, alla correggia d'azzurro, orlata, puntata e firmata d'oro (citato in (22))           |
|        | Centamori (Trevi) (la blasonatura non è stata ancora caricata) Notizie storiche nel sito della Associazione Pro Trevi. |
|        | Centani (Venezia) 2 bande troncate di argento e di azzurro su troncato di azzurro e di argento (citato in LEOM) |
|        | Centelles o Centeglies (Sicilia) Titolo: conte di Collesano fusato d'oro e di rosso (citato in Mango e in (26)) (citato in ) Corona di conte Notizie storiche in Famiglie nobili di Sicilia. |
|        | Centeni (Arezzo) d'azzurro alla fascia d'oro accompagnata da tre monti di sei cime dello stesso, posti due nel capo e uno nella punta dello scudo (citato in (4) – Vol. II pag. 418) D'azzurro, alla fascia d'oro accompagnata da tre monti di sei cime dello stesso, 2.1 (citato in (13)) |
|        | Centi (Pistoia) D'oro, al leone di rosso e alla banda attraversante d'azzurro (citato in (13)) |
|        | Centofanti (Ferrara, Ravenna) Titolo: Nobili d'argento, al cuore di rosso; capo d'oro, caricato di un'aquila di nero. (citato in (34) – Vol. I pag. 702 . ) |
|        | Centofanti (Siena, Trani, Sezze, Sulmona) Titolo: Patrizi, Nobili, Notabili troncato: nel primo d'oro, all'aquila di nero, coronata del campo; nel secondo d'argento, ad un cuore umano al naturale. (citato in (20) – Vol. III pag. 5. ) |
|        | Centomani (Molise, Napoli) Titolo: marchese di Macchiagodena D'oro seminato di mani di rosso (citato in DAlena e in (16)) più mani appalmate di rosso su oro (citato in LEOM) |
|        | Centomille (Firenze) Troncato: nel 1º di rosso pieno; nel 2º palato di sei pezzi d'oro e di nero (citato in (13)) alias Palato di sei pezzi d'oro e di nero, al capo di rosso pieno (citato in (13)) (DE) Unter 1 roten Schildhaupt 5mal gold-schwarz gespalten (citato in (28)) |
|        | Centorbi (Mazara, Palermo) d'argento, alla torre merlata, torricellata di un pezzo di rosso, aperta, finestrata e murata di nero Cimiero: una torre d'argento (citato in Mango) d'oro (?), con un castello sormontato da una torre di rosso merlata di tré pezzi; lo scudo ornato da elmo, cimato da una torre d'argento (citato in (26)) Motto: Fugat non fugit Notizie storiche in Famiglie nobili di Sicilia. |
|        | Centori (Firenze) Scaccato di... e di..., al capo dell'Impero; il tutto abbassato sotto il capo di Santo Stefano (citato in (13)) |
|        | Centranigo o Centranico (Venezia) (FR) Gironné d'or et d'azur. (FR) ou : Échiqueté d'argent et de gueules. (citato in http://www.euraldic.com/lasu/bl/bl_c_en.html) |
|        | Centrega (Verona) leone rampante di rosso su argento nel 1° e 4° quarto dello scudo - leone rampante di argento su rosso nel 2° e 3° quarto (dello scudo) (citato in LEOM) |
|        | Centurione (Genova) d'oro alla banda scaccata di 3 file di rosso e d'argento. Lo scudo accollato all'aquila bicipite dell'Impero (citato in (4) – Vol. II pag. 418) |
|        | Centurione (Ovada) D'oro, alla banda scaccata di tre file di rosso e d'argento, innestato in punta d'argento, al leone passante d'oro, linguato di rosso (citato in (31)) |
|        | Centurione-Oltremarino (Ovada) D'oro, alla banda scaccata di tre file di rosso e d'argento, accom- pagnata nel capo da una rosa di rosso, stelata e fogliata di verde, movente dalla banda (citato in (31)) |
|        | Centurione Scotto o Centurioni (Genova) Titolo: marchesi di Castelnuovo Scrivia, Morbello, Morsasco; conti di Montaldo, Visone; signori di Cremolino D'oro, alla banda scaccata di tre file, di rosso e d'argento alias D'oro, alla banda scaccata di tre file di rosso e d'argento, con la punta d'azzurro carica di una capra d'oro, ritta Motto: Centuplum germinabit (citato in (15))                        |

### Ceo
| Stemma | Casato e blasonatura |
| ------ | --- |
|        | Ceolin (Chioggia) (la blasonatura non è stata ancora caricata) (citato in Araldica gentilizia (archiviato dall'url originale il 24 settembre 2015).) |

### Cep
| Stemma | Casato e blasonatura |
| ------ | --- |
|        | Cepis (la blasonatura non è stata ancora caricata) (citato in DAlena) |
|        | Cepollini (Albenga) di rosso, a tre fasce di argento e a otto cipolle dello stesso, ordinate in fascia, tre fra la prima e la seconda fascia, tre fra la seconda e la terza, due in punta; al capo di oro caricato da un'aquila di nero coronata del medesimo (citato in (4) – Vol. II pag. 420) |
|        | Cepollini o Cepollina (Albenga) Titolo: conti di Alto, Caprauna Di rosso, a nove cipolle di nero, 4, 3, 2, le file separate da due fasce d'argento, in divisa, con il capo d'oro, carico di un'aquila di nero, sostenuto d'argento, in divisa (citato in (15)) |
|        | Cepollini (Albenga) 9 cipolle di nero poste in piramide rovesciata su azzurro - 2 fasce di argento in divisa su azzurro - aquila di nero su oro in capo - trangla di argento (citato in LEOM) |
|        | Cepparelli (Prato) Troncato d'oro e di verde, all'albero sradicato dell'uno nell'altro, fruttifero del primo (citato in (13)) |
|        | Cepperelli (Firenze) D'azzurro, al leone leopardito d'argento, accompagnato in punta da un crescente montante dello stesso (citato in (13)) |
|        | Ceppi (Chieri) Titolo: conti di Bayrols Di rosso, a tre aquilotti di nero bicipiti, armati d'oro, posti ciascuno e ordinati in banda, accostati da due filetti, il tutto di nero e cuciti alias Di rosso, a tre aquilotti di nero bicipiti, armati e coronati d'oro, posti ciascuno e ordinati in banda, accostati da due filetti, il tutto di nero e cuciti Motto: Deum time bonis maledicta reflecte - Temi Iddio e non fallire fa pur bene e lascia dire (citato in (15)) |
|        | Ceppi (Torino) Titolo: conti Di rosso, al drago al naturale, con la testa rivoltata, tenente una falce d'argento, con il manico posto in sbarra, con il capo d'oro, carico di un'aquila coronata, di nero (citato in (15)) |

### Cera
| Stemma | Casato e blasonatura |
| ------ | --- |
|        | Cera o Cerutti (Padova) fascia increspata di argento su rosso (citato in LEOM) |
|        | Ceramelli (Firenze) tagliato d'oro e di rosso, al clarinetto al naturale posto in banda (citato in (4) – Vol. II pag. 421) |
|        | Ceramelli (Colle, Firenze) Troncato di rosso e d'argento, alla tromba attraversante dell'uno nell'altro, posta in banda, con il padiglione in alto alias Troncato d'argento e di rosso, alla tromba attraversante dell'uno nell'altro, posta in banda, con il padiglione in alto alias Troncato di rosso e d'argento, alla tromba attraversante dell'uno nell'altro, posta in banda, con il padiglione in alto; con il capo d'Angiò alias Troncato d'argento e di rosso, alla tromba attraversante dell'uno nell'altro, posta in banda, con il padiglione in alto; con il capo d'Angiò alias Troncato di rosso e d'argento, alla tromba attraversante dell'uno nell'altro, posta in banda, con il padiglione in alto; con lo scudetto del Popolo fiorentino posto nel capo alias Troncato d'argento e di rosso, alla tromba attraversante dell'uno nell'altro, posta in banda, con il padiglione in alto; con lo scudetto del Popolo fiorentino posto nel capo alias Tagliato d'oro e di rosso, alla tromba attraversante in banda d'argento alias Inquartato: nel 1º e 4º tagliato d'oro e di rosso, alla tromba attraversante in banda d'argento; nel 2º e 3º di rosso, all'aquila dal volo spiegato di nero, coronata, rostrata e armata d'oro, e al capo di Francia, sostenuto dalla fascia alzata d'oro (citato in (13)) |
|        | Cerasi o Coharasa (Messina) d'azzurro, al ciliegio sradicato al naturale, sostenuto da due leoni controrampanti d'oro (citato in (2) – pag. 138, in DAlena e in Mango) |
|        | Cerasoto (Abruzzo) (la blasonatura non è stata ancora caricata) (citato in DAlena) |
|        | Cerati (Venezia, Bassano del Grappa) filetto di nero in fascia su argento - orso rampante testa rivolta al naturale su argento - pianta di giunco al naturale uscente dal filetto su argento - leone sdraiato testa rivolta di rosso sciame di api al naturale in basso su argento (citato in LEOM) |
|        | Cerati (Parma) Titolo: conti di Viarolo, Vicomero (la blasonatura non è stata ancora caricata) (Immagine nella Raccolta stemmi Topoguz.) |
|        | Ceraulo o Celauro (Sicilia) d'azzurro, al lauro sormontato da tre stelle di cui cometa la centrale, a destra un leone rampante (citato in Mango) |

### Cerb
| Stemma | Casato e blasonatura |
| ------ | --- |
|        | Cerbani (Venezia) (FR) D'or, à deux bandes d'azur, l'espace entre les bandes rempli d'argent. (citato in http://www.euraldic.com/lasu/bl/bl_c_er.html) |
|        | Cerbini (Firenze) Di..., al cervo di... coricato sul terreno al naturale, posto in mezzo a due cipressi di..., nodriti sul terreno stesso (citato in (13)) |
|        | Cerbini Bonaccorsi (Firenze) Partito: nel 1º d'azzurro, alla banda d'argento accompagnata da tre stelle a otto punte d'oro, 2.1; nel 2º d'oro, al porco passante di nero, cinghiato d'argento, sormontato da un lambello a quattro pendenti di rosso (citato in (13)) |
|        | Cerboni (Livorno, Volterra) Troncato: nel 1º d'azzurro, alla stella a otto punte d'oro; nel 2º di..., alla lettera T maiuscola d'oro, accollata da una biscia di verde (citato in (13)) stella (6 raggi) di oro su azzurro - lettera T maiuscola di oro accollata da un serpente di verde su nero (citato in LEOM) alias Di nero, alla lettera T maiuscola d'oro, accollata da una biscia di verde; con il capo d'azzurro, caricato di una stella a otto punte d'oro (citato in (13)) |
|        | Cerboni (Pistoia) D'argento, all'albero di verde nodrito su un monte di sei cime d'oro (citato in (13)) |
|        | Cerboni (Siena) Troncato d'azzurro e d'oro, al leone dell'uno nell'altro; il tutto abbassato sotto il capo d'Angiò sostenuto da una divisa di rosso (citato in (13)) |
|        | Cerboni (Cesena) (la blasonatura non è stata ancora caricata) (citato in BLCW) Immagine in Blasone Cesenate. |

### Cerc
| Stemma | Casato e blasonatura |
| ------ | --- |
|        | Cerchi d'azzurro a tre cerchi d'oro posti 2 e 1, il primo dei quali ripieno di argento alla croce rossa (citato in (4) – Vol. III pag. 482) |
|        | Cerchi (Toscana) (DE) In Blau 3 goldene Ringe 2:1 gestellt (citato in (28)) |
|        | Cerchi (Toscana) (DE) In Blau 3 goldene Ringe 2:1 gestellt, der obere rechte 1 silberne Scheibe mit rotem Kreuz umschließend, das Ganze oben begleitet von 1 vierlätzigen roten Turnierkragen (citato in (28)) |
|        | Cerchi (Firenze) D'azzurro, a tre anelletti d'oro, legati di rosso, 2.1 alias D'azzurro, a tre anelletti d'oro, legati di rosso, 2.1, il superiore destro ripieno d'argento alla croce di rosso; il tutto accompagnato in capo da un lambello a quattro pendenti di rosso alias D'azzurro, a tre anelletti d'oro, legati di rosso, 2.1, il superiore destro ripieno d'argento alla croce di rosso; il tutto accompagnato in capo da un lambello a tre pendenti di rosso (citato in (13)) |
|        | Cerchi (Firenze) Di..., al leone di... e alla banda attraversante d'azzurro caricata di tre anelletti d'oro, legati di rosso (citato in (13)) |
|        | Cerchi delle Ruote (Firenze) D'azzurro, a tre anelletti d'oro, legati di rosso, 2.1, accompagnati in capo da un lambello a tre pendenti di rosso (citato in (13)) |
|        | Cercignani o Cercignani del Lion d'Oro (Firenze) D'oro, all'albero sradicato al naturale, sostenente un cigno d'argento (citato in (13)) (DE) In Gold 1 naturfarbener Laubbaum, oben besetzt mit 1 silbernen Vogel mit goldenen Beinen (citato in (28)) |
|        | Cercignani (Prato) D'azzurro, all'albero nodrito sul terreno e sinistrato al piede dalla figura di un villico, in atto di guardare un cigno appollaiato rivolto sulle fronde dell'albero; il tutto al naturale (citato in (13)) |
|        | Cercignani (Firenze) albero su terrazzo di verde su azzurro - contadino al naturale in atto di arrampicarsi sull'albero stesso per prendere un cigno di argento rivolto appollaiato sui rami tutto su azzurro (citato in LEOM) |

### Cerd
| Stemma | Casato e blasonatura                                                            |
| ------ | ------------------------------------------------------------------------------- |
|        | Cerdoni (Asolo) (la blasonatura non è stata ancora caricata) (citato in DAlena) |

### Cere
| Stemma | Casato e blasonatura |
| ------ | --- |
|        | Ceresa (Genova) d'oro, al leone di rosso tenente colle branche anteriori un ramo di ciliegio fruttato e fogliato al naturale (citato in (2) – pag. 138 e in DAlena) |
|        | Ceresa (Foglizzo) Titolo: conti di Bonvillaret D'argento, al ciliegio al naturale, con il capo d'oro, carico di un'aquila (coronata ?) di nero e sostenuta d'azzurro, la fascia carica di due stelle d'oro Motto: Virtus sola lucescit (citato in (15)) |
|        | Ceresa di Bonvillaret (Torino, Bologna) Titolo: Conte di Bonvillaret troncato: al 1º d'oro, all'aquila coronata di nero; al 2º d'argento, al ciliegio al naturale, fruttato, nodrito sulla pianura erbosa, sinistrato e sostenuto da un orso rampante il tutto al naturale, con la fascia in divisa di azzurro, caricata di due stelle d'oro Motto: Virtus sola lucescit (citato in (4) – Vol. II pag. 421) |
|        | Ceresara (Mantova) Titolo: marchesi di Maranzana Troncato d'argento e di rosso, al ciliegio al naturale, nutrito nella pianura erbosa, di verde, e sostenuto a sinistra da un porcospino, di nero alias D'azzurro, al ciliegio al naturale, fruttato di rosso, sinistrato da un cane bracco rampante, d'argento, in atto di arrampicarsi, il tutto sostenuto da un terreno di verde alias Partito, al 1° troncato, al I d'oro, alla mezz'aquila di nero, muovente dalla partizione, al II fasciato d'azzurro e d'oro; al 2° d'azzurro, all'albero di verde, sinistrato da un cane bracco rampante, d'argento, il tutto sostenuto da una terrazza, di verde; e, sul tutto, uno scudetto di rosso, a due spade al naturale, decussate, le punte all'ingiù (citato in (15)) |
|        | Cereseta o Cereseto (Ovada) D'oro, al ciliegio al naturale, nodrito sulla campagna erbosa di verde, fruttato di rosso, accollato in due giri in sbarra da una serpe di rosso, sporgente dalla chioma e coronata dello stesso (citato in (31)) |
|        | Ceresole d'Alba d'argento al ciliegio al naturale (citato in (4) – Vol. II pag. 422) |
|        | Ceretti (Mongrando) D'oro, al cerro di verde, con i rami decussati e ridecussati Motto: Omni ex parte utilis (citato in (15)) |

### Cerg
| Stemma | Casato e blasonatura                                                 |
| ------ | -------------------------------------------------------------------- |
|        | Cergneu d'argento al palo di nero (citato in (4) – Vol. II pag. 180) |

### Ceri
| Stemma | Casato e blasonatura |
| ------ | --- |
|        | Ceri (Prato) Di..., a due candelieri di..., accesi di..., accompagnati in capo da una stella a sei punte di... (citato in (13)) |
|        | Ceriana e Ceriana Mayneri (Torino) Titolo: Conte d'azzurro alla fascia scaccata d'oro e di nero (citato in (4) – Vol. II pag. 422) D'azzurro, alla fascia scaccata di due file di sette pezzi ciascuna, d'oro e di nero (citato in (15)) alias D'azzurro, alla fascia scaccata di tre file di nove pezzi ciascuna, d'oro e di nero (citato in (15)) fascia scaccata di oro e di nero (3file) su azzurro (citato in LEOM) Motto: Sic perpetuo |
|        | Ceriani Sebregondi (Milano) interzato in fascia: al 1º d'argento all'aquila di nero, linguata di rosso; al 2º di rosso, al leone illeopardito d'oro; al 3º d'argento a tre pali di azzurro Motto: Fide, consilio, manu (citato in (4) – Vol. II pag. 422) |
|        | Cerichelli (Amelia) aquila di nero su oro - colonna di argento accostata da 2 teste e colli di cigno uscenti dalla base della colonna dello stesso su rosso (citato in LEOM) |
|        | Cerini (Siena) Di rosso, alla banda di nero caricata di tre crocette patenti e pieficcate d'oro, poste nel senso della pezza (citato in (13)) alias Di rosso, alla banda di nero caricata di tre spade d'oro, poste nel senso della pezza (citato in (13)) (la blasonatura non è stata ancora caricata) (citato in BNDD) Immagine ne L'araldica sarteanese nei secoli.                                                                       |
|        | Cerioli (Brescia, Como, Fiorenzuola d'Arda, Broni (Pavia)) d'azzurro al sinistrocherio armato, tenente colla mano di carnagione un cero acceso, al naturale; al capo d'oro caricato di un'aquila coronata di nero Motto: Servendo me consumo (citato in (4) – Vol. II pag. 423) |
|        | Cerioli (Cremona) Titolo: nobili d'azzurro, a tre ceri accesi in palo al naturale; con il capo d'oro, sostenuto d'argento e caricato di un'aquila di nero, linguata di rosso, coronata d'oro, attraversante sull'oro e sull'argento (citato in BLCR) Immagine in Blasonario Cremonese (archiviato dall'url originale il 1º giugno 2017). |
|        | Cerise o Ceresia (Aosta) D'argento, al ciliegio nodrito sulla pianura erbosa, al naturale, sostenuto a destra da un orso di nero, ritto e rivoltato alias D'argento, al ciliegio nodrito sulla pianura erbosa, al naturale, sostenuto a sinistra da un orso di nero, ritto (citato in (15)) |

### Cerm
| Stemma | Casato e blasonatura |
| ------ | --- |
|        | Cermelli (Alessandria) Troncato di rosso e d'azzurro, con la fascia di rombi d'argento (sulla partizione?), con il capo d'oro carico di un'aquila di nero alias Di rosso, alla fascia formata da fusi accollati, d'argento, con il capo d'oro, carico di un'aquila coronata, di nero (citato in (15)) |
|        | Cermisona (Verona) Serpente (citato in DAlena) 4 serpenti di verde intrecciati in forma di croce le teste addossate in alto e in basso su argento (citato in LEOM) |

### Cern
| Stemma | Casato e blasonatura |
| ------ | --- |
|        | Cernezzi (Milano) d'argento, al castello cimato da una torre di due piani, di rosso, aperta e finestrata del campo; la torre accostata da due leoni d'oro affrontati; il detto castello abbracciato da due rami di lauro di verde (citato in (4) – Vol. II pag. 423) |
|        | Cernini (Firenze) Di..., a due bandiere di..., con le aste decussate di..., sormontate in capo da un albero sradicato di... (citato in (13)) |
|        | Cernitori (Montefiascone) partito: 1º d'argento all'albero di quercia terrazzato di verde sostenente una colomba d'argento; capo d'argento caricato di tre stelle d'oro, sostenuto da una fascia di argento; 2º d'argento al delfino nuotante in mare agitato sostenente una donna nuda di carnagione avente fra le mani una lista d'argento ad arco, accompagnata in capo da una stella d'oro ad otto punte (citato in (4) – Vol. II pag. 423)                   |
|        | Cernola (Monferrato) Titolo: consignori di Cellamonte Troncato di rosso e d'oro, alla fascia del secondo, il primo al crivello (sernai) d'oro, il secondo a due pali di rosso alias D'azzurro, alla fascia d'argento, il primo al crivello d'oro, il secondo a due pali d'argento alias Di rosso, alla fascia d'argento, il primo al crivello d'oro, il secondo a due pali d'argento (citato in (15))                                                             |
|        | Cernovichio (Venezia) (FR) De gueules, à l'aigle éployée d'or, chaque tête couronnée du même. Casque couronné. Cimier: un dragon ailé de sable, sans pattes. (citato in http://www.euraldic.com/lasu/bl/bl_c_er.html) |
|        | Cernusco (Torino) Titolo: conti di Bollengo, Robassomero; signori di Chiusavecchia D'argento, al castello di rosso, aperto del campo, con le torri sostenenti un fanale d'argento, acceso di rosso, e in mezzo a esse un'aquila coronata, di nero alias D'argento, al castello di rosso, con le torri cimate ciascuna da un fanale d'oro, acceso di rosso, e in mezzo a esse un'aquila di nero, coronata d'oro Motto: In fortitudine sacrificium (citato in (15)) |
|        | Cernuscoli (Rivolta d'Adda) inquartato: nel 1º e 4º d'oro all'aquila di nero; nel 2º e 3º d'argento alla volpe al naturale, rampante Cimiero: la volpe uscente (citato in (4) – Vol. II pag. 424) |

### Cero
| Stemma | Casato e blasonatura |
| ------ | --- |
|        | Cerolini (Tolentino) di azzurro alla divisa di rosso accompagnata in capo da un destrocherio vestito di verde e tenente con la mano di carnagione un cero acceso scolante, posto in sbarra il tutto al naturale; e in punta da due ramoscelli di lino fogliati e fioriti al naturale, nudriti sulla vetta di un monte di verde di tre cime all'italiana, uscente dalla punta dello scudo (citato in (4) – Vol. II pag. 424) |

### Cerp
| Stemma | Casato e blasonatura |
| ------ | --- |
|        | Cerpelloni (Firenze) D'azzurro, a due falci d'arme decussate d'argento manicate d'oro, accompagnate in capo da un giglio pure d'oro e in punta da un monte di sei cime dello stesso alias D'azzurro, a due falci d'arme decussate d'argento manicate d'oro, accompagnate in capo da un giglio pure d'oro e in punta da un monte di sei cime dello stesso; con il capo cucito del campo, caricato della croce di Gerusalemme posta in mezzo a due gigli d'oro alias D'azzurro, a due rami di palma decussati, accompagnati in capo da un giglio e in punta da un monte di sei cime, il tutto d'oro (citato in (13) e in DAlena) |

### Cerr
| Stemma | Casato e blasonatura |
| ------ | --- |
|        | Cerrati o Cerrato o Cerati (Alba, Cuneo) Titolo: signori di Verduno; consignori di Calosso, Cissone, Cornegliano, Roddino Fasciato d'argento e di nero (citato in (15) e in (22)) |
|        | Cerretani (Firenze, Siena) d'azzurro, alla banda d'oro caricata di tre cerri sradicati al naturale posti in palo (citato in (2) – pag. 125 e in DAlena) |
|        | Cerretani d'oro al giglio fiorentino del campo, al cantone destro di rosso caricato di un castello torricellato di 3, 2, 1 in tre piani, merlato alla guelfa d'azzurro (citato in (4) – Vol. II pag. 424) |
|        | Cerretani (Firenze) D'oro, all'albero di cerro sradicato al naturale (citato in (13)) (DE) In Gold 1 naturfarbener Laubbaum (citato in (28)) alias D'azzurro, alla banda d'oro caricata di tre alberi di cerro sradicati al naturale, posti in sbarra (citato in (13)) (DE) In Blau 1 goldener Schrägbalken, senkrecht zur Figur belegt mit 3 naturfarbenen Laubbäumen (citato in (28)) alias D'azzurro, alla banda d'oro caricata di tre alberi di cerro sradicati al naturale, posti in palo (citato in (13)) |
|        | Cerretani (Pistoia) Partito controfasciato di sei pezzi d'argento e di nero (citato in (13)) |
|        | Cerretani (Siena) D'oro, diaprato dello stesso, al quarto franco di rosso, caricato di un castello turrito d'argento (citato in (13)) |
|        | Cerretani Bandinelli Paparoni inquartato: nel 1º e 4º d'oro al giglio fiorentino del campo, al cantone destro di rosso caricato di un castello torricellato di 3, 2, 1 in tre piani, merlato alla guelfa d'azzurro (Cerretani); nel 2º e 3º d'oro diaprato accompagnato nell'angolo destro da un tortello d'azzurro caricato di un cavaliere passante d'argento (Bandinelli Paparoni) (citato in (4) – Vol. II pag. 424) |
|        | Cerretelli (Fiesole) D'azzurro, all'albero al naturale, nodrito sul terreno dello stesso, e accompagnato in capo da tre stelle a otto punte d'oro, 1.2 (citato in (13)) albero di cerro tagliato a 2 palchi su fondo di valle di verde su azzurro - 3 stelle (8 raggi) di oro in alto su azzurro poste 1,2 (citato in LEOM) |
|        | Cerretesi (Firenze) D'azzurro, alla banda d'oro caricata di tre alberi sradicati al naturale posti in palo, e accostata superiormente da tre stelle a otto punte d'oro alias D'azzurro, alla banda d'oro caricata di tre alberi sradicati al naturale posti in palo, e accostata superiormente da tre stelle a sei punte d'oro alias D'azzurro, alla banda d'oro caricata di tre alberi sradicati al naturale posti in palo e accompagnata da tre stelle a otto punte ordinate in capo alias Troncato d'azzurro e d'oro, alla fascia diminuita d'argento passata sulla troncatura, e a tre alberi al naturale moventi dalla pezza, sormontati da tre stelle a otto punte d'oro, ordinate in capo (citato in (13)) |
|        | Cerreti (Firenze) Troncato di... e di..., a tre alberi sradicati di..., 1.2, dell'uno nell'altro (citato in (13)) |
|        | Cerreto Troncato, di rosso e d'azzurro alias Troncato, di rosso e d'azzurro, con il capo d'oro, carico di un'aquila coronata, di nero (citato in (15)) |
|        | Cerretti d'azzurro alla fascia di rosso cucita, accompagnata in punta da tre monti di verde, cuciti, con un cerro radicato su quello di mezzo e in capo da te gigli d'argento posti in fascia (citato in (4) – Vol. II pag. 425) |
|        | Cerretti Denaglia Fogliani della Torricella (Reggio Emilia, Rubiera, Noceto di Parma, Parma) interzato in palo: al 1º d'argento al tralcio di vite al naturale, posto in palo e terminato in punta da un rastrello a cinque denti: su tutto sette rombi di nero, accostati in banda (Fogliani); nel 2º: d'azzurro al castello torricellato, aperto del campo, posto sopra un monte d'argento e cimato da una banderuola dello stesso, accompagnato in capo da tre stelle male ordinate d'argento (Della Torricella); nel 3º: troncato: a) d'argento allo scaglione di verde caricato di cinque bisanti d'oro e accompagnato da altri tre bisanti cuciti dello stesso (Denaglia); b) d'azzurro alla fascia di rosso cucita, accompagnata in punta da tre monti di verde, cuciti, con un cerro radicato su quello di mezzo e in capo da te gigli d'argento posti in fascia (Cerretti) (citato in (4) – Vol. II pag. 425) |
|        | Cerri d'argento, alla quercia sradicata di verde (citato in (5) - pag. 150) |
|        | Cerri (Roma) d'azzurro, alla quercia sradicata di verde (Immagine nell' Archivio Storico Capitolino (PDF).) |
|        | Cerri (Volterra) D'azzurro, alla banda d'oro accompagnata in capo da una stella a otto punte dello stesso, e in punta da una colomba posata d'argento, illuminata, imbeccata e membrata di rosso (citato in (13)) |
|        | Cerri Gambarelli (Piacenza) Titolo: Conte partito semitroncato: 1º d'azzurro al cerro al naturale; 2º d'azzurro al crescente d'argento; 3º di argento ai tre granchi al naturale, disposti 2 e 1 Motto: Quid luna cum cancris? (citato in (4) – Vol. II pag. 429) |
|        | Cerrina troncato: nel 1º d'azzurro al leone d'oro illeopardito colla testa rivolta fissante una stella d'argento posta nel cantone sinistro dello scudo; nel 2º d'argento alla sbarra di rosso (citato in (4) – Vol. II pag. 429) |
|        | Cerrina Feroni (Firenze) Titolo: marchesi partito: al primo di Cerrina, troncato: a) d'azzurro al leone d'oro illeopardito colla testa rivolta fissante una stella d'argento posta nel cantone sinistro dello scudo; b) d'argento alla sbarra di rosso; al secondo di Feroni, d'azzurro al destrocherio armato di ferro, impugnante una spada nuda e sormontato da un giglio d'oro (citato in (4) – Vol. II pag. 429 e in (15)) |
|        | Cerrini (Firenze) D'argento, alla banda d'azzurro e al leone di rosso nascente dalla banda, caricato di uno scudetto del Popolo fiorentino e tenente un ramoscello di verde alias D'argento, alla banda di nero e al leone dello stesso nascente dalla banda, caricato dello scudetto di Firenze e tenente un ramoscello di verde (citato in (13)) |
|        | Cerrini (Toscana) (DE) In Silber 1 schwarzer Schrägbalken, oben besetzt mit 1 wachsenden rotgezungten schwarzen Löwen an der Teilungslinie, 1 grünen Zweig haltend (citato in (28)) |
|        | Cerrini de Montevarchi (Firenze) (la blasonatura non è stata ancora caricata) (Immagine nella Raccolta stemmi Trippini (JPG).) |
|        | Cerro o Cerri (Masserano) Di [...] ("color cielo"), al cane (?) rampante a destra contro un cerro (?), sradicato, sostenuto dalla pianura erbosa, il tutto al naturale (citato in (15)) |
|        | Cerrone (Bioglio) Troncato di verde e d'oro, al cerro con i rami decussati e ridecussati, dell'uno nell'altro, accompagnato negli angoli del capo da due stelle d'argento, e verso la punta da due stelle, di rosso Motto: Ubi virtus ibi bonum (citato in (15)) |
|        | Cerroni (Sezze) (la blasonatura non è stata ancora caricata) |
|        | Cerrosi (Viterbo) 3 rose di rosso su fascia di argento su - albero di cerro di verde su terrazzo di verde su azzurro - capo d'Angiò (citato in LEOM) |
|        | Cerrosi (Viterbo) (la blasonatura non è stata ancora caricata) (immagine dello Stemmario reale di Baviera.) |
|        | Cerroti (Firenze) Troncato: nel 1º d'oro, all'aquila dal volo levato di nero, coronata dello stesso; nel 2º troncato in scaglione di rosso e d'azzurro, allo scaglione piegato attraversante d'argento, bordato dell'uno nell'altro, e caricato di tre stelle a sei punte d'oro alternate a due teste di moro di nero, poste di fronte e bendate d'azzurro (citato in (13)) alias Troncato: nel 1º d'oro, all'aquila dal volo levato di nero, coronata dello stesso; nel 2º troncato in scaglione di rosso e d'azzurro, allo scaglione piegato attraversante d'argento, bordato dell'uno nell'altro, e caricato di tre stelle a otto punte d'oro alternate a due teste di moro di nero, poste di fronte e bendate d'azzurro (DE) Gold-rot geteilt: Oben 1 schwarzer Adler, überhöht von 1 schwarzen Krone, unten über 1 eingebogenen blauen Halbkeil 1 oben blaubordierte, erniedrigte, eingebogene und oben verkürzte silberne Spitze, senkrecht zur Figur abwechselnd belegt mit 3 achtstrahligen goldenen Sternen und 2 einwärtsgekehrten schwarzen Mohrenköpfen mit blauem Stirnreif (citato in (28)) |
|        | Cerruti e Cerutti o Cerruto o Ceruti (Torino, Centallo) Titolo: Conte di Castiglione Falletto d'argento, a due rami di cerro, disposti a ghirlanda, al naturale; col capo d'azzurro, carico di tre stelle d'argento, ordinate in fascia (citato in (4) – Vol. II pag. 430) alias d'argento un ramo d'olivo ed uno di palma verdi accoppiati, e passati in croce di Sant'Andrea; ed un campo (capo ?) d'azzurro con tre stelle d'oro ordinate in fascia (citato in (22)) Cimiero: un uomo selvatico nascente, tenente con la destra il breve, col motto Motto: Pour bien servir |
|        | Cerruti (Casale) Titolo: consignori di Ottiglio D'azzurro, al cerro (?), al naturale (?), fondato sulla pianura erbosa, con il capo d'oro, carico di un'aquila di nero (citato in (15)) |
|        | Cerruti o Cerruto o Cerutti (Mondovì) Titolo: signori di Mombasiglio, Pornassio Inquartato, al 1° e 4° d'azzurro a tre stelle d'oro, al 2° e 3° d'argento, a una palma e un ramo d'olivo, di verde, decussati e ridecussati alias Troncato, d'azzurro a tre stelle d'oro, e d'argento, a una palma e un ramo d'olivo, di verde, decussati e ridecussati Motto: Pour bien servir (citato in (15)) |
|        | Cerruti (Poirino) Bandato d'oro e di verde, di sei pezzi, con il capo d'oro, carico di un riccio di castagna, con due foglie, di verde Motto: Concordia et virtute (citato in (15)) |
|        | Cerruto di Montechiaro Di verde, a due bande d'argento, con il capo del secondo, carico di due rami di castagna, ciascuno con il suo riccio, di verde (citato in (15)) |

### Cert
| Stemma | Casato e blasonatura |
| ------ | --- |
|        | Certini (Firenze) Bandato di sei pezzi di... e di..., il terzo pezzo caricato di un drago passante di..., posto in mezzo a due gigli di... (citato in (13)) |

### Ceru
| Stemma | Casato e blasonatura |
| ------ | --- |
|        | Cerù (Firenze, Lucca) Titolo: nobili di Lucca d'oro al pino sradicato di verde e il capo d'azzurro con un sole meriggio d'oro (citato in (4) – Vol. II pag. 430) D'oro, al pino sradicato, di verde, con il capo d'azzurro, al sole d'oro (citato in (15)) |
|        | Cerù (Lucca) Troncato: nel 1º d'azzurro, al sole d'oro; nel 2º d'oro, all'albero al naturale, nodrito sul terreno dello stesso (citato in (13)) |
|        | Cerù (Lucca) Troncato: nel 1º d'azzurro, al sole d'oro; nel 2º d'oro, al cervo corrente, posato sul terreno, il tutto al naturale (citato in (13)) |
|        | Cerulli (Napoletano) Titolo: conte d'azzurro, a due leoni d'oro affrontati e controrampanti ad un pino di verde (citato in (33)) |
|        | Ceruti (Verona) d'azzurro, a 3 ruote d'oro (citato in (2) – pag. 463 e in DAlena) |
|        | Cerutti (Biella) D'argento, al cerro al naturale, con il capo d'azzurro, carico di tre stelle d'oro, ordinate in fascia Motto: Invicto stipite firmo (citato in (15))                                                                                      |

### Cerv
| Stemma | Casato e blasonatura |
| ------ | --- |
|        | Cerva (Ragusa/Dubrovnik) d'azzurro, alla banda d'argento, accostata da sei stelle (6) dello stesso e caricata di una spada d'azzurro, guarnita d'oro, posta in banda, al punta in basso (citato in (7)) (FR) d'azur, à la bande d'argent, côtoyée de six étoiles du même et ch. d'une épée d'azur, la garde d'or, posée en bande, la pointe en bas. (citato in (8)) |
|        | Cervaroli di azzurro al cervo ritto sulla cima di un monte di sei colli (1, 2, 3) all'italiana e sormontato da tre stelle (6) ordinate in fascia, il tutto d'oro (citato in (4) – Vol. III pag. 233) |
|        | Cervellero o Cervelleri (Biella) Troncato d'azzurro e d'argento, al guerriero al naturale, con la spada sguainata posta in sbarra, e con lo scudo divisato dell'aquila coronata (citato in (15)) |
|        | Cervellieri (Forlì) D'azzurro al cervo d'oro uscente da un bosco di verde, avviticchiato nel collo da un serpente al naturale (citato in DAlena) |
|        | Cervello o Cervellon o Cerviglio (Sicilia) d'oro, al cervo ramoso al naturale, passante, sormontato dall'aquila bicipite, spiegata e coronata di nero (citato in Mango) |
|        | Cervellon (Cagliari) D'oro, al cervo passante sulla pianura erbosa, il tutto al naturale, con una cometa d'argento ondegiante in banda nel punto destro del capo (citato in (10) e in DAlena) |
|        | Cervellon (Sicilia) Titolo: barone di Condovemo D'oro al cervo ramoso al naturale passante, sormontato da un'aquila bicipite, coronata e spiegata di nero (citato in DAlena e in (26)) Corona di barone Notizie storiche in Famiglie nobili di Sicilia. |
|        | Cervellos (Sardegna) (d'oro, al cervo fermo d'azzurro) (citato in Cervellos, su athenanoctua.com. URL consultato l'11 dicembre 2020 (archiviato dall'url originale il 28 giugno 2013).) |
|        | Cervere o Cerveri Titolo: consignori di Cervere, Marene, Murello, Rossana, Ruffia, Villanova Solaro, Virle D'azzurro, al teschio di cervo, d'oro (citato in (15)) |
|        | Cerveteria (Ovada) Di verde, alla banda di rosso, caricata di tre gigli d'argento a piombo; col capo d'azzurro, caricato di tre rose d'oro male ordinate, sostenuto da una fascia di rosso, caricata di tre gigli d'argento (citato in (31)) |
|        | Cervetti (Genova) D'azzurro al cervo al naturale in atto di salire, correndo, su di una rupe d'oro movente dalla metà del fianco destro alla punta del fianco sinistro dello scudo (citato in DAlena) |
|        | Cervetti (Acqui, Roma) Titolo: nobili, baroni D'azzurro, al cervo al naturale, slanciato su una rupe d'oro, uscente dal lato destro dello scudo e declinante in banda (citato in (15)) |
|        | Cervetti (Mombaldone, Acqui Terme) cervo al naturale rampante su erta di oro uscente dalla punta sinistra dello scudo su azzurro (citato in LEOM) |
|        | Cervi d'argento al cervo, slanciato dalla vetta più alta di un colle di tre cime, verdeggiante, movente dalla punta dello scudo, il tutto al naturale (citato in (4) – Vol. III pag. 445) |
|        | Cervi (Cremona) D'azzurro al cervo d'oro (citato in DAlena) e in BLCR) Immagine in Blasonario Cremonese (archiviato dall'url originale il 1º giugno 2017). |
|        | Cervia (Verona) Spaccato: nel 1°d'azzurro, al cervo slanciato d'oro, uscente dalla spaccatura per le ginocchia; nel 2° di verde pieno (citato in DAlena) |
|        | Cervia o Cervo (Sicilia) d'azzurro, al cervo passante d'oro (citato in Mango) |
|        | Cervieri (Firenze) Di..., al leopardo illeonito di..., tenente tre frecce impugnate di..., con le punte in basso (citato in (13)) |
|        | Cervini d'azzurro, alla cerva coricata d'argento, attraversante alla base le spighe d'oro, poste a ventaglio (citato in (5) - pag. 134) |
|        | Cervini (Firenze) d'azzurro alla cerva seduta attraversante nove spighe di frumento decrescenti a scaglione, il tutto d'oro (citato in (4) – Vol. II pag. 431) |
|        | Cervini (Siena, Montepulciano) D'azzurro, a nove spighe di frumento d'oro ordinate in ventaglio, e alla cerva coricata attraversante dello stesso (citato in (13)) D'azzurro, con un fascio di spighe di grano d'oro, e su un cervietto dello stesso, coricato ed attraversante (citato in DAlena)                                                                  |
|        | Cervini (Siena) (la blasonatura non è stata ancora caricata) (Immagine nella Raccolta stemmi Trippini (JPG).) |
|        | Cervini (Treja) D'oro al cervo di rosso saliente; col capo d'azzurro a tre api d'oro poste in fascia (citato in DAlena) |
|        | Cervino (Cesena) (la blasonatura non è stata ancora caricata) (citato in BLCW) Immagine in Blasone Cesenate. |
|        | Cervis (Torino) Titolo: Nobile d'oro, al cervo di rosso, slanciato, sormontato da un'aquila di nero Motto: Una salus (citato in (4) – Vol. II pag. 431 e in (15)) |
|        | Cervo o Cervia (Messina) D'azzurro al cervo passante d'oro (citato in DAlena) |
|        | Cervoni (Colle) D'azzurro, a tre scaglioni di rosso e al cervo saliente attraversante d'oro (citato in (13)) |

### Ces
| Stemma | Casato e blasonatura |
| ------ | --- |
|        | Cesana (S. Polo di Piave) Titolo: Nobile d'azzurro alla fascia d'argento squamosa, di due file, le squame cariche di una codetta d'armellino, il tutto di nero (citato in (4) – Vol. II pag. 431) |
|        | Cesana (Asolo) D'argento all'aquila bicipite spiegata di nero, coronata e beccata d'oro, caricata sul petto da uno scudo ovale d'azzurro alla doppia fila a fasci di squame di ghiazzarino (citato in DAlena) |
|        | Cesani (Pisa) Di rosso, a tre aquilotti d'argento, 2.1 (citato in (13)) |
|        | Cesarano (Napoletano) d'argento, alla banda di rosso caricata da tre gigli d'oro ed accompagnata da sei fasci di tre fiori al naturale, tre in capo e tre in punta (citato in (33)) |
|        | Cesarei (Siena) D'azzurro, alla fascia di rosso caricata di un crescente montante d'oro, e accompagnata in capo da tre rose dello stesso, e in punta da due penne decussate d'argento (citato in (13)) |
|        | Cesarei Rossi Leoni (Perugia, Milano) troncato dentato d'azzurro e d'oro, il 1º al giglio d'oro (citato in (4) – Vol. II pag. 432) |
|        | Cesareo (Tropea) Titolo: nobili d'azzurro, a due bande d'oro (citato in (4) – Vol. II pag. 432, in (16) e in BLCL) |
|        | Cesareo (Tropea) di azzurro a due bande di oro accollate dell'aquila spiegata dello stesso (citato in BLCL) Immagine in Tropea Magazine. |
|        | Cesareo (Sicilia) Titolo: barone d'azzurro, a due bande d'oro Lo scudo accollato dall'aquila spiegata d'oro (citato in Mango e in (26)) Corona di barone Notizie storiche in Famiglie nobili di Sicilia. Ulteriori notizie storiche in Famiglie nobili di Sicilia. |
|        | Cesareo (Tropea, Nicotera, Roma) Titolo: nobile, conte di Montalbano d'azzurro all'aquila d'oro caricata in petto di uno scudetto d'azzurro a due bande d'oro (citato in (16)) aquila di oro su azzurro caricata in petto da 2 bande di oro su scudetto di azzurro (citato in LEOM) |
|        | Cesarini (Corinaldo) di azzurro alla divisa di rosso, accompagnata in capo da un crescente di argento sormontato da una cometa d'oro posta in sbarra; e in punta da un monte di tre colli all'italiana sostenente sulla vetta un uccello coronato, il tutto d'oro (citato in (4) – Vol. II pag. 432) |
|        | Cesarini (Corinaldo) fascia di rosso su azzurro - luna di argento cometa in banda di oro in alto su azzurro - aquila al naturale coronata di argento su monte a 3 cime di verde uscente dalla punta su azzurro - banda scaccata di rosso e di argento (3 file e 9 pezzi) su verde (citato in LEOM) |
|        | Cesarini (Perugia) d'oro alla colonna d'azzurro, sostenente un'aquila di nero e sinistrata da un orso dello stesso legato alla colonna con una catena d'argento (citato in (4) – Vol. II pag. 432) |
|        | Cesarini o Domus Caesarinae (Roma) (la blasonatura non è stata ancora caricata) (immagine dello Stemmario reale di Baviera.) |
|        | Cesarini (Roma) (la blasonatura non è stata ancora caricata) (Immagine nella Raccolta stemmi Trippini (JPG).) |
|        | Cesarini (Roma) (la blasonatura non è stata ancora caricata) (Immagine nella Raccolta stemmi Trippini (JPG).) |
|        | Cesarini (Celano) (la blasonatura non è stata ancora caricata) (citato in DAlena) |
|        | Cesarini (Cesena) (la blasonatura non è stata ancora caricata) (citato in BLCW) Immagine in Blasone Cesenate. |
|        | Cesarini Sforza (Salsomaggiore, Bologna, Trento) Titolo: Conte d'argento ai tre gigli fiorentini di azzurro sormontati ognuno da un colombo o da un corvo al naturale, 2 e 1 (citato in (4) – Vol. II pag. 433) |
|        | Cesarini Sforza (Roma) (la blasonatura non è stata ancora caricata) (Immagine nell' Archivio Storico Capitolino (PDF).) |
|        | Cesaroni (Napoletano) di rosso, alla sbarra d'azzurro caricata da un giglio d'oro, ed in punta un mare agitato d'argento (citato in (33)) |
|        | Cesati (Milano) troncato: al 1º d'oro all'aquila di nero; al 2º di rosso a tre monti di verde moventi dalla punta; il 1º e 3º sormontati da due zampe di aquila, affrontate e recise d'argento (citato in (4) – Vol. II pag. 433 e in (15)) alias Uno scudo di rosso con due mezzi voli d'aquila uniti caduno al membro ed artiglio d'argento e di nero (citato in (15)) alias Troncato, al 1° d'oro, all'aquila di nero, al 2° di rosso, a due zampe di cigno d'argento, alate, affrontate, sostenute da un monte di tre vette, di verde (citato in (15)) |
|        | Ceschi (Merano. Borgo Valsugana) Titoli:Nobile, Cavaliere aurato, Barone del S. R. I. col predicato di Santa Croce inquartato: nel 1º e 4º d'azzurro al grifo coronato d'oro, linguato di rosso e rampante; nel 2º e 3º troncato di rosso e d'argento, alla croce patente dell'uno all'altro; sul tutto uno scudetto di nero al leone coronato di oro, linguato di rosso con la coda bifida, nascente dalla prima di 3 fasce d'oro Cimieri: 1º il leone dello scudetto rivoltato e nascente; 2º l'aquila bicipite di nero, coronata d'oro su ambo le teste, linguata di rosso e caricata nel petto dalla croc e dello scudo; 3º il grifo dello scudo, nascente (citato in (4) – Vol. II pag. 434) |
|        | Cesena (Compiano) D'azzurro al levriero saliente, tenente nella zampa anteriore destra un giglio farnesiano, e attraversato da una foglia di sega convessa e posta in banda il tutto d'oro (citato in DAlena) |
|        | Cesena (Piacenza, Varese Ligure) banda convessa seghettata solo inferiormente (foglia di sega) di oro su - cane levriero rampante dello stesso giglio di oro in destra su azzurro (citato in LEOM) |
|        | Cesenni (Cesena) (troncato: nel 1º d'azzurro, a tre bande d'argento; nel 2º di rosso pieno) (citato in BLCW) Immagine in Blasone Cesenate. |
|        | Cesi di rosso all'albero di verde, piantato sopra un monte di 6 cime d'oro movente dalla punta Cimiero: una leonessa uscente di nero, linguata di rosso Motto: Hic cadent fulmina caesis (citato in (4) – Vol. II pag. 477) |
|        | Cesi (Cesena) (la blasonatura non è stata ancora caricata) (citato in BLCW) Immagine in Blasone Cesenate. |
|        | Cesi (Terni) albero di verde su monte a 6 cime di oro su rosso (citato in LEOM) |
|        | Cesi di rosso, al monte di sei cime d'argento, movente dalla punta, e all'albero di verde, fruttato al naturale, nodrito nella sommità del monte (citato in (5) - pag. 142) |
|        | Cesi (Pistoia) D'azzurro, al leone d'oro sostenuto da un monte di sei cime dello stesso, uscente dalla punta dello scudo (citato in (13)) |
|        | Cesi (Roma) (la blasonatura non è stata ancora caricata) (Immagine nella Raccolta stemmi Trippini (JPG).) |
|        | Cesina (la blasonatura non è stata ancora caricata) (citato in Mango) |
|        | Cesis di rosso a tre ramoscelli d'olivo nodriti sulla vetta di un monte (6) all'italiana, il tutto di verde (citato in (4) – Vol. II pag. 247) |
|        | Cesqui (Trevi) (la blasonatura non è stata ancora caricata) Notizie storiche nel sito della Associazione Pro Trevi. |
|        | Cestari (Codigoro (Ferrara)) Titolo: Conte inquartato: nel 1º d'azzurro al destrocherio armato di mazza, al naturale;nel 2º di rosso alla banda d'argento con la leggenda Libertas; nel 3º di rosso alla cesta d'oro di frutta al naturale; nel 4º d'azzurro a due sbarre d'oro; sul tutto una fascia d'oro (citato in (4) – Vol. II pag. 434) |
|        | Cestari (Molise) D'azzurro alla fascia cucita di rosso, accompagnata da tre cesti d'oro, due in capo, ed uno nella punta (citato in DAlena) |
|        | Cestelli (Siena) Partito d'azzurro e d'oro, allo scaglione dell'uno nell'altro (citato in (13)) |
|        | Cester (Chioggia) (la blasonatura non è stata ancora caricata) (citato in Araldica gentilizia (archiviato dall'url originale il 24 settembre 2015).) |
|        | Cesura (Abruzzo) (la blasonatura non è stata ancora caricata) (citato in DAlena) |

### Cet
| Stemma | Casato e blasonatura |
| ------ | --- |
|        | Cetracini (Venezia) (FR) Cinq points d'argent équipollés, à quatre de gueules. (citato in http://www.euraldic.com/lasu/bl/bl_c_et.html) |
|        | Cetti (Chieti) Di rosso al leone rampante d'oro, coronato dello stesso, abbrancante una scure d'argento manicata di nero (citato in DAlena) leone rampante coronato di oro scure di argento manicata di nero tra le anteriori su rosso (citato in LEOM) alias di rosso al leone coronato d'oro, tenente con le branche anteriori un'ascia al naturale posta in palo (citato in DAlena) |

### Ceu
| Stemma | Casato e blasonatura |
| ------ | --- |
|        | Ceuli (Pisa, Firenze) Fasciato di sei pezzi d'oro e d'azzurro, al capo del secondo caricato di tre stelle a otto punte del primo alias D'azzurro, a tre fasce abbassate d'oro, sormontate da tre stelle a otto punte dello stesso, ordinate in capo (citato in (13)) |
|        | Ceuli di Barbino (Pisa) Troncato cuneato di nero e d'argento alias Troncato cuneato d'argento e di nero (citato in (13)) |

### Cev
| Stemma | Casato e blasonatura |
| ------ | --- |
|        | Ceva Titolo: marchesi di Bossolasco, Ceva, Clavesana, Cortemiglia, Lesegno; conti di Loreto, Ponte d'Assio, Vignarello; signori di Andonno, Badalucco, Bagnasco, Baiardo, Bastia, Battifollo, Bonavalle, Borgomale, Borgo S. Dalmazzo, Boves, Bussana, Camerana, Carrù, Castagnole Lanza, Castellino Tanaro, Castelnuovo, Ceresole d'Alba, Ceretto, Chiusa Pesio, Cigliè, Cosio d'Arroscia, Diano, Entracque, Garessio, Gottasecca, Igliano, Lequio, Lisio, Massimino, Mombarcaro, Mombasiglio, Monasterolo di Mondovì, Monasterolo di Saluzzo, Monesiglio, Montegrosso, Montezemolo, Morozzo, Murialdo, Narzola, Niella, Nucetto, Ormea, Pamparato, Pornassio, Porto Maurizio, Priero, Priola, Roaschia, Roascio, Roburent, Roccavione, Sale Langhe, S. Michele, Scagnello, Torricella, Triora, Valle d'Arroscia, Villanova, Villard, Viola; consignori di Castino, Morsino, S. Giorgio, Torre Mondovì fasciato d'oro e di nero (citato in (4) – Vol. II pag. 435 e Vol. III pag. 682 e pag. 683 e in (15)) (Immagine nell' Archivio Storico Capitolino (PDF) (archiviato dall'url originale il 5 marzo 2016).) (Immagine nella Raccolta stemmi Trippini (JPG).) alias Fasciato d'oro e di nero, di sei pezzi, con la bordura contracomposta, degli stessi alias Fasciato d'oro e di nero, con il filetto d'azzurro, in sbarra Motto: La Dieu merci (citato in (15)) |
|        | Ceva (Asti fasciato d'oro e di nero (Immagine nella Raccolta stemmi Trippini (JPG).) |
|        | Ceva Grimaldi (Napoli, Molise) Titolo: marchese, patrizio genovese inquartato: nel 1º e 4º fasciato d'oro e di nero (per Ceva); nel 2º e 3º fusato d'argento e di rosso (per Grimaldi) (citato in (4) – Vol. II pag. 435, in DAlena, in (16) e in (19)) |
|        | Ceva di Nucetto (Torino, Nucetto) Titoli: Marchese, dei Signori del marchesato di Ceva e Nucetto fasciato di oro e di nero; lo scudo accollato all'aquila bicipite imperiale Cimiero: Testa e collo di cinghiale, in mezzo ad un volo di nero Motto: La dieu merci (citato in (4) – Vol. II pag. 435) |
|        | Cevasco (Genova) bandato di rosso e di argento, al capo di azzurro caricato di tre rose d'oro (citato in (4) – Vol. II pag. 436) |
|        | Ceveris (Torino) Titolo: conti di Burolo, Marentino Inquartato, al 1° e al 4° d'oro, all'aquila coronata di rosso, con lo scaglione di nero attraversante, al 2° e al 3° d'azzurro, alla fascia d'argento, accompagnata da tre teste d'uomo, di carnagione Motto: Depressa sublimior (citato in (15)) |

### Cez
| Stemma | Casato e blasonatura |
| ------ | --- |
|        | Cezza (Padova) Titolo: Nobile d'azzurro a due spade al naturale, rovesciate e decussate, accantonate in capo ed in punta da una stella (6) d'argento (citato in (4) – Vol. II pag. 436) |